# De gröna monstren
De gröna monstren (originaltitel: The Green Slime) är en japansk-amerikansk science fiction-film från 1968 i regi av Kinji Fukasaku.

## Handling
Under ett uppdrag då de ska spränga en asteroid som hotar jorden råkar en grupp astronauter få med sig något grönt slem till sin rymdbas. Slemmet muterar snabbt till en hemsk utomjording som börjar föröka sig, vilket tvingar stationens invånare att ta upp kampen mot inkräktarna.

## Om filmen
- De gröna monstren var en japansk-amerikansk samproduktion mellan MGM och den japanska Toei-studion. Filmen, som spelades in i Japan, använde amerikanska b-skådespelare i huvudrollerna.

- Filmen var föremål för ett avsnitt av Mystery Science Theater 3000.

## Rollista (i urval)
- Robert Horton
- Luciana Paluzzi
- Richard Jaeckel
- Bud Widom
- Ted Gunther
- David Yorston
- Robert Dunham